# Portada/article juliol 13
La seva activitat artística es va formar en el context cultural de la postrevolució mexicana i, des d'una època molt primerenca, Frida va començar a valorar la cultura autòctona, apreciant els valors estètics de l'art popular de Mèxic, demostrant a la seva pintura un sentit dramàtic i violent que es poden trobar també en alguns exvots populars, dels quals en tenia una gran col·lecció. Va formar part durant els anys 1925 i 1929 d'una tendència estètica de tipus avantguardista europea sorgida a Mèxic, anomenada estridentisme, que tenia com a actitud la construcció d'una nova societat a partir de l'eliminació del vell ordre.

## Frida Kahlo
Frida Kahlo Calderón (Coyoacán, Ciutat de Mèxic, 6 de juliol de 1907 – 13 de juliol de 1954) va ser una reconeguda pintora mexicana.
La seva activitat artística es va formar en el context cultural de la postrevolució mexicana i, des d'una època molt primerenca, Frida va començar a valorar la cultura autòctona, apreciant els valors estètics de l'art popular de Mèxic, demostrant a la seva pintura un sentit dramàtic i violent que es poden trobar també en alguns exvots populars, dels quals en tenia una gran col·lecció. Va formar part durant els anys 1925 i 1929 d'una tendència estètica de tipus avantguardista europea sorgida a Mèxic, anomenada estridentisme, que tenia com a actitud la construcció d'una nova societat a partir de l'eliminació del vell ordre.
Durant tota la seva vida va tenir una salut fràgil, patint poliomielitis als sis anys i un greu accident de trànsit als divuit que va fer que hagués de sotmetre's a multitud d'operacions quirúrgiques. El 1929 es va casar amb Diego Rivera.